# The Remix Album (album de Lisa Stansfield)
Pour les articles homonymes, voir The Remix Album.
Albums de Lisa Stansfield
Lisa Stansfield
(1997) Swing: Original Motion Picture Soundtrack
(1999)
The Remix Album (en Europe) ou The #1 Remixes (EP) (en Amérique du Nord) est un album de remixes de Lisa Stansfield, sorti le 2 juin 1998 en Amérique du Nord et le 8 juin 1998 en Europe.
L'album s'est classé 82e au Top R&B/Hip-Hop Albums.

## Liste des titres
| 1.  | I'm Leavin' (Hex Hector Radio Mix)                   | Crayge Lindesay, Telisa Stinson       | 4:17  |
| 2.  | Never, Never Gonna Give Ya Up (Frankie Knuckles Mix) | Barry White                           | 8:42  |
| 3.  | The Real Thing (Mark!'s Good Time Disco Vocal)       | Lisa Stansfield, Devaney              | 11:25 |
| 4.  | Never Gonna Fall (Junior Vasquez Mix)                | Stansfield, Devaney                   | 8:34  |
| 5.  | People Hold On (Dirty Rotten Scoundrels Mix)         | Stansfield, Matt Black, Jonathan More | 6:11  |
| 6.  | Never, Never Gonna Give You Up (Hani Mix)            | White                                 | 8:54  |
| 7.  | I'm Leavin' (Hex Hector Club Mix)                    | Lindesay, Stinson                     | 10:06 |
| 8.  | Never Gonna Fall (Victor Calderone Mix)              | Stansfield, Devaney                   | 7:12  |
| 9.  | The Real Thing (K-Klassic Mix)                       | Stansfield, Devaney                   | 4:44  |
| 10. | The Line (The Black Science Orchestra Mix)           | Stansfield, Devaney, Terry Gamwell    | 5:58  |

| 1. | I'm Leavin' (Hex Hector Radio Mix)                    | Lindesay, Stinson            | 4:18  |
| 2. | Never, Never Gonna Give You Up (Frankie Knuckles Mix) | White                        | 8:41  |
| 3. | Never Gonna Fall (Junior Vasquez Mix)                 | Stansfield, Devaney          | 8:35  |
| 4. | People Hold On (Dirty Rotten Scoundrels Mix)          | Stansfield, Black, More      | 6:11  |
| 5. | Never, Never Gonna Give You Up (Hani Mix)             | White                        | 8:55  |
| 6. | I'm Leavin' (Hex Hector Mix)                          | Lindesay, Stinson            | 10:07 |
| 7. | Never Gonna Fall (Victor Calderone Mix)               | Stansfield, Devaney          | 7:12  |
| 8. | The Real Thing (K-Klass Mix)                          | Stansfield, Devaney          | 4:44  |
| 9. | The Line (The Black Science Orchestra Mix)            | Stansfield, Devaney, Gamwell | 5:58  |